# Fågelgrundet, Ingå
Fågelgrundet är en ö i Finland. Den ligger i Finska viken och i kommunen Ingå i den ekonomiska regionen  Raseborg i landskapet Nyland, i den södra delen av landet. Ön ligger omkring 56 kilometer väster om Helsingfors.
Öns area är 0,5 hektar och dess största längd är 160 meter i öst-västlig riktning. Närmaste större samhälle är Ingå, 8,4 km norr om Fågelgrundet.